# Tiata
Tiata es una pedanía del municipio español de Lorca, en la Región de Murcia. Es la pedanía de menor tamaño del municipio y colinda con la capital de éste. Cuenta con 737 habitantes (INE 2022) y con una superficie que apenas supera el kilómetro cuadrado, Tiata tiene varios parajes en su entorno: El Quijero, Los Reales, Los Chaparros, Los Seguras, La Granja, Las Casicas o la Virgen de las Huertas. 
En su término se sitúa el Santuario Patronal de Lorca, que alberga a la Patrona de la ciudad, la Virgen de las Huertas, cuya construcción se remonta al siglo XVIII. Según cuenta la leyenda, fue en esta zona conocida como "Los Reales" de Lorca donde el Rey Alfonso X el Sabio acampó sus huestes Cristianas para llevar a cabo la conquista de la ciudad en el año 1244.

## Economía
Los vecinos de Tiata tienen en el sector servicios la base de su desarrollo económico, además de las producciones agrícolas de sus huertas, basadas en el cultivo de cítricos, brócoli, alcachofa y lechuga y un pequeño sector dedicado a la ganadería porcina o la producción de piensos.

## Fiestas
Durante los primeros días del mes de septiembre la pedanía se viste de gala para celebrar la "Feria chica de Lorca" dedicada a la Patrona de la ciudad, la Virgen de las Huertas. En ella se exponen las tradicionales casetas de turrón, atracciones para los más pequeños, chiringuitos y diferentes puestos de venta, unidos a diferentes eventos culturales y religiosos en torno a la Patrona.